# Abiola Dauda
Abiola Adedeji Dauda (Lagos, 3 febbraio 1988) è un calciatore nigeriano, attaccante dell'Arīs Petroupolīs.

## Carriera
Scoperto in Nigeria da Victor McDonald, Dauda ha lasciato il calcio di strada e la squadra degli Grassroot Highlanders per emigrare in Svezia nell'agosto 2006, dove è partito dal quarto campionato nazionale. Il Sölvesborgs GoIF è stato il suo primo club europeo, con cui si è messo in mostra soprattutto nel campionato 2007 con 23 reti in 25 partite, risultando miglior attaccante del torneo.
Numerosi furono i club svedesi interessati a lui, ma ad assicurarsi il giocatore nel 2008 fu il Kalmar che vinse il campionato al primo anno di permanenza dell'attaccante nigeriano, il quale contribuì con 5 gol. La stagione in cui Dauda fu più prolifico al Kalmar fu l'ultima, quella 2012, conclusa con 14 reti all'attivo.
Nel febbraio 2013, dopo 5 campionati giocati con la maglia del Kalmar (che gli hanno permesso di ottenere il passaporto svedese), Dauda si è trasferito alla Stella Rossa Belgrado. Pochi mesi più tardi, a maggio, l'agente del giocatore ha rivelato che il club serbo in crisi economica aveva fin lì pagato solo una minima parte dello stipendio del suo assistito.
Dopo una stagione e mezzo in forza agli olandesi del Vitesse durante le quali non sempre ha giocato titolare, il 1º febbraio 2016 è stato girato in prestito in Scozia all'Heart of Midlothian.

## Palmarès

### Club

#### Competizioni nazionali
- Campionato svedese: 1

Kalmar: 2008
- Supercoppa di Svezia: 1

Kalmar: 2009
- Campionato serbo: 1

Stella Rossa: 2013-2014